# Protonpompremmers
Een protonpompremmer (Engels: proton pump inhibitor, afkorting: PPI) is een stof die de werking van een protonpomp remt (inhibeert). Een protonpomp is een eiwit in het celmembraan die waterstofionen (protonen) van de ene naar de andere kant van de membraan pompt, waardoor de kant waar de ionen naartoe worden gepompt zuurder wordt ten opzichte van de andere kant. De protonpompremmer past precies in de opening van de protonpomp, waardoor deze wordt geblokkeerd.
De protonpompremmer wordt bijvoorbeeld gebruikt voor de behandeling van een maagzweer of van refluxklachten, omdat die de pH van het maagzuur laat stijgen. Hierdoor wordt de maagzweer minder geïrriteerd en dus heeft de patiënt minder last en geneest de maagzweer.
De introductie van deze medicamenten, kort na die van de H2-receptorantagonisten, heeft een ware revolutie in de geneeskunde veroorzaakt; maagzweren die vroeger een ernstige, zelfs levensbedreigende ziekte waren met veel ziekenhuisopnamen, langdurige diëten, veel recidiven en veel operaties, kunnen nu meestal met een simpel tabletje per dag genezen worden en recidiven kunnen worden voorkomen zolang men deze medicamenten blijft slikken. Deze middelen, waaronder omeprazol, lansoprazol, esomeprazol, pantoprazol en rabeprazol behoren inmiddels tot de meest voorgeschreven geneesmiddelen in Nederland.
Sinds circa 20 jaar bestaat er ook een oorzakelijke behandeling van maagzweren waardoor het meestal niet meer nodig is om medicatie, zoals protonpompremmers, te blijven gebruiken. Hierbij is de behandeling gericht op het bestrijden van een Helicobacter pylori infectie van de maag, met behulp van een combinatiebehandeling van maagzuurremmers en antibiotica.
Gebruik van protonpompremmers remt de opname van vitamine B12 en kan op den duur een tekort aan dit vitamine veroorzaken. Ook is er kans op een tekort aan magnesium.
Gebruikers van protonpompremmers hebben 28,5 keer meer kans op chronische nierziekten.